# 新班底大道
新班底大道 （English: New Pantai Expressway; Bahasa Malay: Lebuhraya Baru Pantai）, 是马来西亚巴生谷的一条高速公路，全长19.6公里。该高速公路与联邦大道并行，连接雪兰莪的梳邦再也和吉隆坡的孟沙。

## 历史

### 背景
新班底大道曾是梳邦主要路（Persiaran Tujuan–PJS）, 旧巴生路 (联邦大道–Jalan Templer旁) 和内班底路（孟沙路–内班底村旁）的一部分。 该大道由Berjaya Group的子公司Maxtro Engineering Sdn Bhd负责维护和管理，但在之后转交给IJM Corporation Berhad的子公司New Pantai Expressway Sdn Bhd。

### 建设

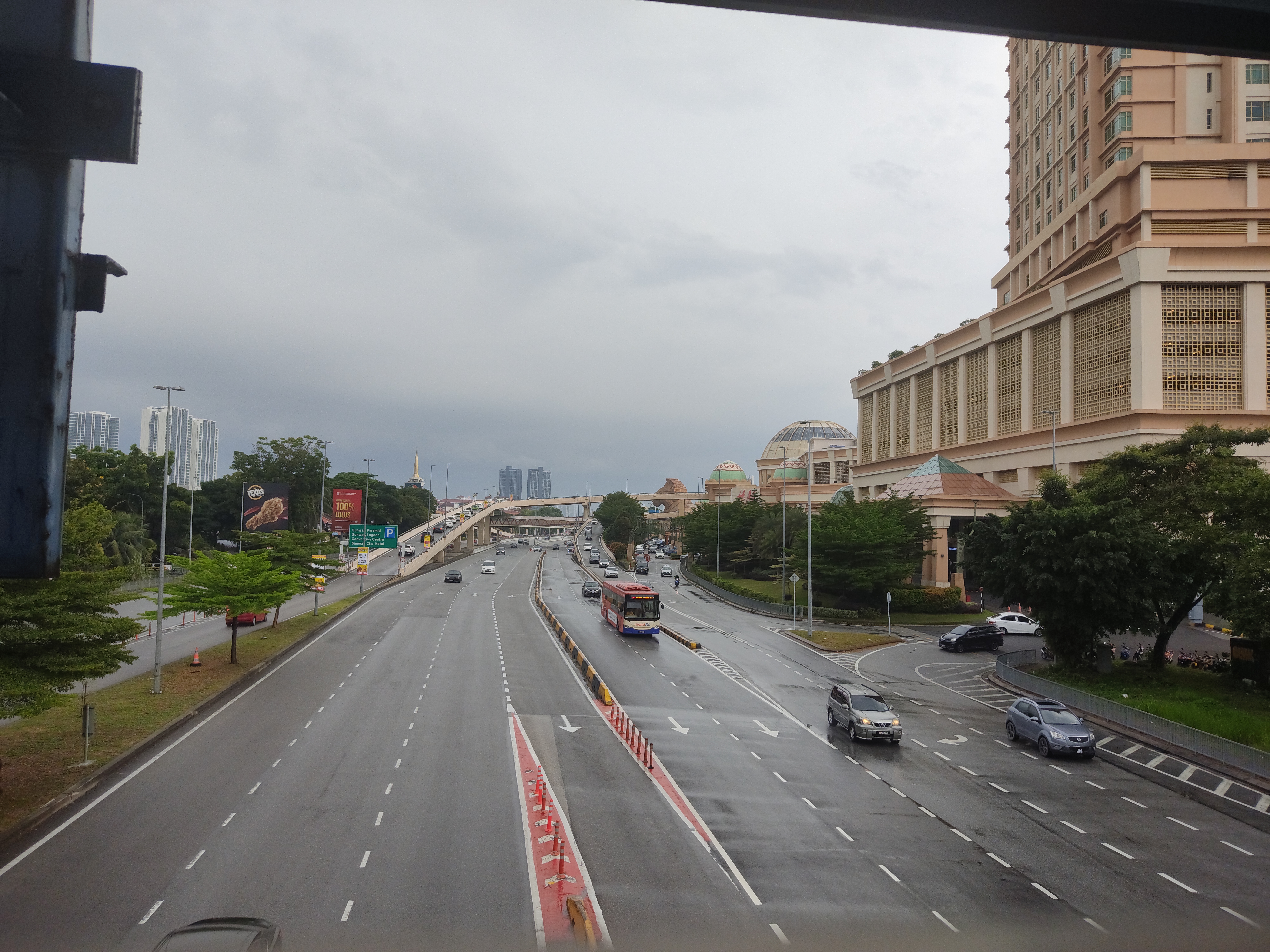
新班底大道双威段

工程始于2000年，终于2004年，由Road Builder (M) Holdings Berhad (RBH) 负责建造。从Jengka圆环至双威城的第一阶段在2002年完工，双威城至新班底和班底至南Salak的第二阶段和第三阶段则在2003年完工。工程期间，当局在邻近的内班底临时建设了980栋低成本公寓，以安置约2000位居民。 高速公路于2004年开放给予公众使用。

## 特征
- 没设有休息站
- 跨越孟沙的高架桥
- 沿着高速公路的污水处理厂